# Славко Кватерник
Славко Кватерник (Моравице, 25. август 1878 — Загреб, 13. јун 1947) је био маршал (војсковођа) оружаних снага Независне Државе Хрватске. Кватерник је био официр Aустроугарске војске и учествовао у Првом свjетском рату. Након слома Аустроугарске именован је од стране Народног вијећа Државе Словенаца, Хрвата и Срба да предводи успјешан упад у Међимурје крајем 1918. године. Касније је прешао у Краљевску југословенску војску и ту остао до 1921. године.
Године 1929. био је један од оснивача Усташко-хрватског револуционарног покрета у Италији. Након што је Њемачка напала Југославију у априлу 1941. године, прогласио је стварање Независне Државе Хрватске 10. априла 1941. уз подршку сила Осовине. У новонасталој држави је био министар оружаних снага до 1943. године. Осуђен је на смрт због ратних злочина.

## Биографија
Славко Кватерник рођен је 1878. године у Коморске Моравице у породици Људевита Кватерника и Марије рођ. Франк, родом из католичке Немачке.
Славко Кватерник је био ожењен Олгом Франк, пореклом из јеврејске покатоличене породице, кћерком Јосипа Франка. Њихов син Еуген Дидо Кватерник, ће постати припадник усташа и биће један од организатора атентата на краља Александра.
Током Првог светског рата, Кватерник је служио као ађутант фелдмаршала Светозара Боројевића и био је награђен Гвозденим крстом 1. реда. Кватерник се 1918. придружио новоформираном Народном вијећу Словенаца, Хрвата и Срба поставши начелник генералштаба. Крајем те године, Кватерник је командовао хрватским трупама против мађарске армије у Међумурју.

### Међуратни период
Политички се ангажовао 1921. након пензионисања, прво у Хрватској странци права, а потом у усташком покрету. Био је један од првих сарадника Анте Павелића у земљи. На позив Павелића у октобру 1932. у Бреши учествовао је на састанку о стварању и јачању усташких војних јединица. Након атентата у Марсељу, који је организовао Кватерников син Дидо, Кватерник је од 1934. до 1935. био интерниран у Пљевљима. Од 1936. до 1941. био је један од главних функционера задруге "Хрватског радише", изабран залагањем Влатка Мачека. Након што је ХСС основао Грађанску заштиту и Сељачку заштиту, Кватерник је био један од писаца приручника за обуку.
На челу је водства усташког покрета у Југославији повратка у земљу Мила Будака. Тада је Будак преузео на себе политички рад, а док се Кватерник бавио организационим питањима.  Био је сарадник новина Хрватски народ од 1939. Године 1939. учествовао је у оснивању и водио је друштво "Узданица", чији су огранци и повереници постали носитељи усташког покрета у Бановини Хрватској, успоставља везу с хрватским официрима у Војсци Краљевине Југославије.

### Други светски рат

#### Априлски рат и успостава НДХ
Након војног пуча у Београду, Немачка је решила да нападне Југославију. Након што је Мачек одбио немачке предлоге да не уђе у Симовићеву владу и прогласи независност Хрватске, Немци су сву подршку усмерили према усташама. Иако су знали за Павелићеве проиталијанске ставове, ослонили су се на пронемачке ставове многих других водећих припадника усташког покрета, а нарочито Кватерника, најистакнутијег њиховог члана у земљи. Уз његову помоћ, Немци су почели изнутра да поткопавају Југославију.
Када су се немачке снаге 10. априла приближиле Загребу, Везенмајер је кренуо да организује проглашење НДХ. Ујутро је посетио Кватерника, а затим је Мачека убедио да се одрекне челне позиције и сарађује на преносу власти. Затим су Везенмајер и Кватерник заједно посетили Мачека и убедили га да сарађује у састављању и потписивању декларација које ће у његово име бити прочитана на Радио-Загребу. После тога Везенмајер и Кватерник су отишли у Радио-Загреб где је Кватерник у 17:45. прочитао свој проглас о успостављању НДХ. Кватерник је 11. априла основао специјални штаб за организовање војске НДХ,, искључивши из њеног чланства Србе и Јевреје, осим оних који су раније служили у аустроугарској војсци. Специјалним декретом од 13. априла 1941. Кватерник је у циљу одржавања реда и мира основао нову жандармерију у чијем саставу су били искључиво Хрвати и муслимани и наредио прикупљању оружја, муниције и осталог материјала од поражене југословенске војске.
Неколико дана касније усташе су основале своју владу на челу са Антом Павелићем. У исто време, на Кватерников захтев, Влатко Мачек (вођа Хрватске сељачке странке који је одбио да сарађује са Немцима када су затражили да предводи нову државу) је рекао народу да сарађују са новим режимом.
Кватерников положај у то време је било место маршала хрватских оружаних снага и министра домобранства. Домобранске снаге су успостављене 11. априла. Остао је на овом месту до смене 1943. Славко Кватерник је био и члан хрватског Сабора и то један од његових најистакнутијих чланова.
Кватерник је био изразито пронемачки и антииталијански настројен.
За време НДХ, као члан Павелићеве владе, наређивао је масовне покоље Срба и Јевреја, као и свих слободољубивих Хрвата. Организовао усташке-домобранске казнене експедиције, које су вршиле покоље, интернације, пљачке, палеже и мучења грађанских лица. Организовао је тзв. добровољачке пукове и легије, које је слао на Источни фронт у борбу против Совјета. 16. јула 1941. лично је испратио „добровољце“ на источно бојиште из Вараждина и држао им ватрени говор.

### Смена и изгнанство
Након завршетка Другог светског рата, осуђен је на смрт од стране нових југословенских власти. Стрељан је 13. јуна 1947.
Славко Кватерник је био одликован Гвозденим тролистом 1. реда током своје службе НДХ. Ово одликовање му је дало титулу витеза.

## Злочини
За време док је Славко Кватерник био један од основних стубова Павелићеве владе, у читавој Независној Држави Хрватској провођена је политика која је имала циљ решавања питања 2.000.000 староседелачког српског становништва и неколико десетина хиљада Јевреја, такође, од давнина настањених на територији коју је обухватала НДХ.
У неколико казнених експедиција, Кватерник се није само ограничио на борачке јединице партизанског покрета, већ је по примеру италијанског генерала Роате слао казнене експедиције кроз Босну, Херцеговину, Далмацију, Лику, Кордун, Банију и друге крајеве, те масовно убијао недужно становништво, палећи и уништавајући читава села и крајеве.
Један део српског народа успео се спасити бекством преко границе у Србију, а други део одбранио се сам оружаним устанком. Ипак, побијено је око пола милиона Срба, понајвише стараца, жена и деце и скоро 30.000 Јевреја. Имовина жртава усташа конфискована је у корист НДХ, а добрим делом, нарочито покретности, опљачкана од стране усташа без икаквог реда и подељена међу високе усташке функционере, међу које је спадао и Кватерник.
Масовном уништавању Срба, Јевреја и Рома и Хрвата-антифашиста, служили су бројни усташки концентрациони логори, који су основани по узору на нацистичке логоре, између којих се издваја Јасеновац. Славко Кватерник је лично прописао наредбу о постављању и организацији усташког надзорног стожера.
Када су јула 1941. отпочела масовна убијања Срба од стране усташа и домобрана, Славко Кватерник је обилазио усташке јединице, које су вршиле акције и похвалама их подстрекавао да убијају невини народ. У јулу 1941. посетио је усташе, које су од 24. јула вршила масовна убиства у селима Доња Бачуга, Храстовица и Лушћани. Тих дана усташе су побили из споменутих села 171 човека, које су претходно тукли кундацима, боли бајонетама у трбух, а затим их у групама од по 20 до 30 људи одводили до јама изнад општине у Грабовцу и пострељали их с леђа.